# Plecotus taivanus
Plecotus taivanus é uma espécie de morcego da família Vespertilionidae. Endêmica de Taiwan.